# Morton (Minnesota)
Pour les articles homonymes, voir Morton.
Morton est une ville américaine située dans le comté de Renville, dans le Minnesota. Selon le recensement de 2010, sa population est de 411 habitants.